# Choreti Airport
Choreti Airport är en flygplats i Bolivia.   Den ligger i departementet Beni, i den norra delen av landet, 600 km norr om huvudstaden Sucre. Choreti Airport ligger 138 meter över havet.
Terrängen runt Choreti Airport är mycket platt. Trakten runt Choreti Airport är nära nog obefolkad, med mindre än två invånare per kvadratkilometer.. Det finns inga samhällen i närheten.
Omgivningarna runt Choreti Airport är huvudsakligen savann.